# 무의식의 색
〈무의식의 색〉(無意識の色 무시키노이로[*])은 SKE48의 22번째 싱글이다.